# William Defraigne
William Defraigne (Gent, 4 december 1950) is een Belgisch roeier en sportbestuurder.
Hij is sympathisantlid van de Koninklijke Roeivereniging Club Gent.
Hij nam deel aan de Olympische Zomerspelen 1984 als roeier, waar hij elfde eindigde in een gezinsploeg, samen met broer Guy Defraigne als teamgenoot en vader Jacques als coach. Hij was vele jaren lesgever binnen het buitengewoon onderwijs en was heel kort sportcoordinator van de VL Roeiliga. Hij is soms ook basketball - en roei - verslaggever voor  een Vlaamse krant.